# 폴 팽르베
폴 팽르베(프랑스어: Paul Painlevé /pɔl pɛ̃ləve/, 1863년 12월 5일 ~ 1933년 10월 29일)는 프랑스의 수학자 겸 정치인이다. 수학자의 입장으로서는 미분방정식과 함수론과 마찰의 법칙 등에 업적을 남겼으며 정치인의 입장으로서는 1917년과 1925년에 두 차례 프랑스 총리를 지냈다.
과학자로서의 경력 외에도, 팽르베는 프랑스 정계에도 관여했다. 그는 1910년에 센 주 하원의원으로 선출되었고, 경력 중 여러 장관직을 역임했는데, 거기서 공교육 및 예술 장관, 전쟁 장관, 재무 장관을 맡았다. 또한 1917년부터 1925년 사이에 두 차례 국무회의 의장직을 맡기도 했다.

## 가정사
폴 팽르베의 부계 조상은 외레루아르의 포도 재배자이자 통 제조업자들이며, 모계 조상은 모(Meaux)의 석공이었다. 그의 친할아버지는 파리에 자리잡아서 인쇄공으로 일했다. 쉰아홉 살에 그는 일을 그만두기로 결정하고 고향 마을로 돌아갔으며, 그곳에서 스무 해 뒤에 사망했다. 폴 팽르베의 아버지 레옹 루이 팽르베는 파리에서 인쇄업계에 종사했던 할아버지의 직업을 따라 석판화 도안가가 되었다. 그는 1870년대 초에 말라코프외 인쇄 잉크 공장을 열었다. 그의 어머니는 앙투아네트 엘리자베트 데탕이다. 폴 팽르브의 가족은, 신흥 중산층에 속했으며, 비교적 교육 수준이 높고 진보적인 성향을 띠었으며, 어느 정도의 경제적 여유도 갖추고 있었다.

## 역대 선거 결과
| 선거명      | 직책명 | 대수 | 정당       | 1차 득표율 | 1차 득표수 | 2차 득표율 | 2차 득표수 | 결과 | 당락 |
| ----------- | ------ | ---- | ---------- | ---------- | ---------- | ---------- | ---------- | ---- | ---- |
| 1924년 선거 | 대통령 | 13대 | 공화사회당 | 36.23%     | 309표      |            |            | 2위  | 낙선 |
| 1931년 선거 | 대통령 | 14대 | 공화사회당 | 0.22%      | 2표        | 1.47%      | 13표       | 6위  | 낙선 |
| 1932년 선거 | 대통령 | 15대 | 공화사회당 | 1.54%      | 12표       |            |            | 3위  | 낙선 |